# Nepal na letnich igrzyskach olimpijskich
Reprezentanci Nepalu występują na letnich igrzyskach olimpijskich od 1964 roku. Od tego czasu tylko raz nie startowali w igrzyskach – było to podczas igrzysk w Meksyku. Do tej pory Nepal nie zdobył żadnych medali. Najmłodszym zawodnikiem reprezentującym Nepal był Karishma Karki (15 lat), który brał udział w zawodach pływackich podczas igrzysk w Pekinie. Najstarszym zawodnikiem był Tika Shrestha (40 lata), który startował w strzelectwie podczas igrzysk w Atenach.

## Klasyfikacje medalowe

### Klasyfikacja według igrzysk
| Rok i Miejsce       |   |   |   | Razem |
| ------------------- | - | - | - | ----- |
| 1964 Tokio          | 0 | 0 | 0 | 0     |
| 1972 Monachium      | 0 | 0 | 0 | 0     |
| 1976 Montreal       | 0 | 0 | 0 | 0     |
| 1980 Moskwa         | 0 | 0 | 0 | 0     |
| 1984 Los Angeles    | 0 | 0 | 0 | 0     |
| 1988 Seul           | 0 | 0 | 0 | 0     |
| 1992 Barcelona      | 0 | 0 | 0 | 0     |
| 1996 Atlanta        | 0 | 0 | 0 | 0     |
| 2000 Sydney         | 0 | 0 | 0 | 0     |
| 2004 Ateny          | 0 | 0 | 0 | 0     |
| 2008 Pekin          | 0 | 0 | 0 | 0     |
| 2012 Londyn         | 0 | 0 | 0 | 0     |
| 2016 Rio de Janeiro | 0 | 0 | 0 | 0     |
| 2020 Tokio          | 0 | 0 | 0 | 0     |
| RAZEM               | 0 | 0 | 0 | 0     |

### Pozycje w klasyfikacjach medalowych
| IO      | Uczestnicy | Miejsce |
| ------- | ---------- | ------- |
| IO 1964 | 93         | –       |
| IO 1972 | 121        | –       |
| IO 1976 | 92         | –       |
| IO 1980 | 81         | –       |
| IO 1984 | 140        | –       |
| IO 1988 | 153        | –       |
| IO 1992 | 173        | –       |
| IO 1996 | 197        | –       |
| IO 2000 | 199        | –       |
| IO 2004 | 201        | –       |
| IO 2008 | 204        | –       |
| IO 2012 | 204        | –       |
| IO 2016 | 207        | –       |
| IO 2020 | 206        | –       |

## Statystyki

### Liczba reprezentantów według igrzysk
| IO      | Dyscypliny | Konkurencje | Uczestnicy | Uczestnicy | Uczestnicy |
| IO      | Dyscypliny | Konkurencje | Mężczyźni  | Kobiety    | Razem      |
| ------- | ---------- | ----------- | ---------- | ---------- | ---------- |
| IO 1964 | 2          | 5           | 6          | 0          | 6          |
| IO 1972 | 1          | 1           | 2          | 0          | 2          |
| IO 1976 | 1          | 1           | 1          | 0          | 1          |
| IO 1980 | 3          | 9           | 10         | 0          | 10         |
| IO 1984 | 3          | 8           | 10         | 0          | 10         |
| IO 1988 | 5          | 17          | 13         | 3          | 16         |
| IO 1992 | 2          | 2           | 1          | 1          | 2          |
| IO 1996 | 4          | 6           | 3          | 3          | 6          |
| IO 2000 | 3          | 5           | 2          | 3          | 5          |
| IO 2004 | 4          | 6           | 3          | 3          | 6          |
| IO 2008 | 6          | 8           | 4          | 4          | 8          |
| IO 2012 | 3          | 5           | 2          | 3          | 5          |
| IO 2016 | 5          | 7           | 3          | 4          | 7          |
| IO 2020 | 4          | 5           | 1          | 4          | 5          |
| RAZEM   | RAZEM      | RAZEM       | 61         | 28         | 89         |

### Liczba reprezentantów według dyscyplin
| Dyscyplina           | Mężczyźni | Kobiety | Razem |
| -------------------- | --------- | ------- | ----- |
| Boks                 | 14        | 0       | 14    |
| Judo                 | 2         | 3       | 5     |
| Lekkoatletyka        | 22        | 9       | 31    |
| Łucznictwo           | 1         | 0       | 1     |
| pływanie             | 6         | 7       | 13    |
| Podnoszenie ciężarów | 7         | 0       | 7     |
| Strzelectwo          | 1         | 7       | 8     |
| Taekwondo            | 1         | 2       | 3     |
| RAZEM                | 54        | 28      | 82    |